# Ад-Духи, Ахмад
Ахме́д а́д-Духи́ а́д-Досари́ (араб. أحمد الدوخي الدوسري‎, англ. Ahmed ad-Dokhi ad-Dosari; 25 октября 1976, Эр-Рияд) — саудовский футболист, защитник. Выступал в сборной Саудовской Аравии. Участник чемпионата мира 1998 года, чемпионата мира 2002 года и чемпионата мира 2006 года.

## Карьера

### Клубная
Профессиональную карьеру начал в 1995 году в клубе «Аль-Хиляль» из Эр-Рияда, за который затем выступал 10 лет, до 2005 года, выиграв вместе с командой за это время 4 раза чемпионат Саудовской Аравии, 3 раза Кубок наследного принца Саудовской Аравии, 2 раза Кубок Саудовской федерации футбола, 1 раз Кубок принца Фейсала, 1 раз Лигу чемпионов АФК, 2 раза Кубок обладателей кубков Азии, 2 раза Суперкубок Азии, и по 1-му разу Арабский кубок обладателей кубков, Арабский суперкубок, Саудовско-Египетский суперкубок и Клубный кубок чемпионов Персидского залива.
В 2005 году перешёл в «Аль-Иттихад» из Джидды, в составе которого играл до 2008 года, став за этот период вместе с командой во 2-й для себя раз чемпионом Саудовской Аравии и победителем Лиги чемпионов АФК, а также впервые победителем Арабской лиги чемпионов и финалистом первого в истории розыгрыша Саудовского кубка чемпионов, после чего, по окончании сезона в 2008 году, перешёл в клуб «Катар СК» из столицы Катара Дохи.

### В сборной
В составе главной национальной сборной Саудовской Аравии выступает с 1997 года. Участник чемпионата мира 1998 года, чемпионата мира 2002 года и чемпионата мира 2006 года. Вместе с командой дважды становился финалистом Кубка Азии в 2000 и 2007 году, а также дважды обладателем Кубка арабских наций и Кубка наций Персидского залива.

## Достижения
- Финалист Кубка Азии (2): 2000, 2007
- Обладатель Кубка арабских наций (2): 1998, 2002
- Обладатель Кубка наций Персидского залива (2): 2002, 2003
- Финалист Кубка наций Персидского залива (1): 1998
- Чемпион Саудовской Аравии (5): 1995/96, 1997/98, 2001/02, 2004/05, 2006/07
- Обладатель Кубка наследного принца Саудовской Аравии (3): 1999/00, 2002/03, 2004/05
- Обладатель Кубка Саудовской федерации футбола (2): 1995/96, 1999/00
- Обладатель Кубка принца Фейсала (1): 2004/05
- Финалист Саудовского кубка чемпионов (1): 2008
- Победитель Лиги чемпионов АФК (2): 2000, 2005
- Обладатель Кубка обладателей кубков Азии (2): 1997, 2002
- Обладатель Суперкубка Азии (2): 1997, 2000
- Обладатель Арабского кубка обладателей кубков (1): 2000/01
- Обладатель Арабского суперкубка (1): 2001
- Обладатель Саудовско-Египетского суперкубка (1): 2001
- Обладатель Клубного кубка чемпионов Персидского залива (1): 1998